# Otto-Herman Frey
Otto-Herman Frey (* 1. September 1929 in Berlin; † 4. April 2023 in Marburg) war ein deutscher Prähistoriker.

## Leben
Otto-Herman Frey wurde als Sohn des Ministerialbeamten Herman-Walther Frey geboren und studierte Urgeschichte, Klassische Archäologie und Alte Geschichte an der Universität Freiburg. Er wurde dort 1957 mit einer Arbeit zum Thema Eine etruskische Bronzeschnabelkanne in Besançon (I) und der Import etruskischer Bronzeschnabelkannen in Mitteleuropa (II) promoviert. Es folgte bis 1958 das Reisestipendium des Deutschen Archäologischen Instituts. Danach wurde Frey Wissenschaftlicher Assistent am Vorgeschichtlichen Seminar der Universität Marburg. Mit der Arbeit Die Entstehung der Situlenkunst. Studien zur figürlich verzierten Toreutik von Este wurde er in Marburg 1964 habilitiert. 1970 wurde er auf den Lehrstuhl für Vor- und Frühgeschichte an die Universität Hamburg berufen, von 1976 bis zu seiner Emeritierung 1996 lehrte er als ordentlicher Professor für Vor- und Frühgeschichte an der Universität Marburg. 
Frey war Spezialist für die Hallstatt- und frühe Latènezeit, etruskischen Import nach Mitteleuropa, die Situlenkunst sowie vor allem die keltische Kunst und ihre Entwicklung. Ausgrabungen führte er unter anderem in Spanien, Slowenien und Italien durch. Er war Mitglied des Deutschen Archäologischen Instituts, des Istituto Nazionale di Studi Etruschi ed Italici, der British Academy (1990), der Historischen Kommission für Hessen (1978), der Prehistoric Society in London sowie seit 2000 Ehrenmitglied der Royal Irish Academy. Im Januar 2020 erhielt Frey die Goethe-Plakette, die höchste Auszeichnung des Hessischen Ministeriums für Wissenschaft und Kunst.
Verheiratet war er mit der Archäologin Lore Frey-Asche.

## Schriften (Auswahl)
- Eine etruskische Bronzeschnabelkanne (= Au Musée de Besançon. Série 2, Bd. 2, Nr. 1 = Annales littéraires de l'Universite de Franche-Comté. 5 = Annales littéraires de l'Université de Besançon. Archéologie. 2, ISSN 0768-2255). Faculté des Lettres u. a., Besançon u. a. 1955, (Zugleich Teil 1: Freiburg (Breisgau), Universität, Dissertation, 1957).
- Die Zeitstellung des Fürstengrabes von Hatten im Elsaß. In: Germania. Bd. 35, 1957, S. 229–249.
- als Herausgeber: Wolfgang Lucke: Die Situla in Providence (Rhode Island). Ein Beitrag zur Situlenkunst des Osthallstattkreises (= Römisch-Germanische Forschungen. Bd. 26, ISSN 0176-5337). Aus dem Nachlass herausgegeben. de Gruyter, Berlin 1962.
- Die Entstehung der Situlenkunst. Studien zur figürlich verzierten Toreutik von Este (= Römisch-Germanische Forschungen. Bd. 31). de Gruyter, Berlin 1969 (Zugleich: Marburg, Universität, Habilitationsschrift, 1964).
- Wer war der Mann aus Grab 2 vom Glauberg? (= Kleine Schriften aus dem Vorgeschichtlichen Seminar Marburg. 60). Vorgeschichtliches Seminar der Philipps-Universität Marburg, Marburg 2014, ISBN 978-3-8185-0517-2.